# Danh sách cầu thủ tham dự giải vô địch bóng đá U-17 châu Âu 2010
Dưới đây là danh sách các đội hình tham gia Giải vô địch bóng đá U-17 châu Âu 2010 ở Liechtenstein. Cầu thủ được đánh dấu in đậm từng thi đấu cho đội tuyển quốc gia.
Tuổi của cầu thủ được tính đến ngày khởi tranh giải đấu (18 tháng 5 năm 2010).

## Bảng A

### Pháp
Huấn luyện viên: Guy Ferrier
| Số | Vt | Cầu thủ            | Ngày sinh (tuổi)            | Số trận | Câu lạc bộ\|        |
| -- | -- | ------------------ | --------------------------- | ------- | ------------------- |
| 1  | TM | Alphonse Areola    | 27 tháng 2, 1993 (17 tuổi)  | 7       | Paris Saint-Germain |
| 2  | HV | Youssouf Sabaly    | 5 tháng 3, 1993 (17 tuổi)   | 8       | Paris Saint-Germain |
| 3  | HV | Alvin Arrondel     | 11 tháng 11, 1993 (16 tuổi) | 6       | Paris Saint-Germain |
| 4  | HV | Samuel Umtiti      | 14 tháng 11, 1993 (16 tuổi) | 5       | Lyon                |
| 5  | HV | Wesley Yamnaine    | 7 tháng 7, 1993 (16 tuổi)   | 12      | Rennes              |
| 6  | TV | Paul Pogba         | 15 tháng 3, 1993 (17 tuổi)  | 6       | Manchester United   |
| 7  | TV | Abdoulaye Doucouré | 1 tháng 1, 1993 (17 tuổi)   | 15      | Rennes              |
| 8  | TĐ | William Le Pogam   | 3 tháng 3, 1993 (17 tuổi)   | 7       | Lyon                |
| 9  | TĐ | Yaya Sanogo        | 27 tháng 1, 1993 (17 tuổi)  | 12      | Auxerre             |
| 10 | TĐ | Anthony Koura      | 6 tháng 5, 1993 (17 tuổi)   | 9       | Le Mans             |
| 11 | TV | Dylan Deligny      | 5 tháng 8, 1993 (16 tuổi)   | 15      | Lens                |
| 12 | HV | Lucas Digne        | 20 tháng 7, 1993 (16 tuổi)  | 11      | Lille               |
| 13 | HV | Jérémy Obin (c)    | 5 tháng 3, 1993 (17 tuổi)   | 7       | Lille               |
| 14 | TV | Marco Rosenfelder  | 19 tháng 7, 1993 (16 tuổi)  | 16      | Strasbourg          |
| 15 | TV | Eliott Sorin       | 1 tháng 3, 1993 (17 tuổi)   | 15      | Rennes              |
| 16 | TM | Maxime Dupé        | 4 tháng 3, 1993 (17 tuổi)   | 7       | Nantes              |
| 17 | TV | Vincent Le Roux    | 19 tháng 1, 1993 (17 tuổi)  | 5       | Nice                |
| 18 | TĐ | Billel Omrani      | 2 tháng 6, 1993 (16 tuổi)   | 9       | Marseille           |

### Bồ Đào Nha
Huấn luyện viên: Rui Bento
| Số | Vt | Cầu thủ              | Ngày sinh (tuổi)            | Số trận | Câu lạc bộ\|         |
| -- | -- | -------------------- | --------------------------- | ------- | -------------------- |
| 1  | TM | André Pereira        | 18 tháng 4, 1993 (17 tuổi)  | 12      | Vitória de Guimarães |
| 2  | HV | Pedro Almeida        | 5 tháng 4, 1993 (17 tuổi)   | 13      | Benfica              |
| 3  | HV | Tiago Ferreira       | 10 tháng 7, 1993 (16 tuổi)  | 13      | Porto                |
| 4  | HV | Tobias Figueiredo    | 2 tháng 2, 1994 (16 tuổi)   | 12      | Sporting CP          |
| 5  | HV | Rodolfo Simões       | 2 tháng 5, 1993 (17 tuổi)   | 6       | Sporting CP          |
| 6  | TV | Paulo Jorge          | 18 tháng 1, 1993 (17 tuổi)  | 12      | Porto                |
| 7  | TĐ | Ricardo Esgaio       | 16 tháng 5, 1993 (17 tuổi)  | 14      | Sporting CP          |
| 8  | TV | João Mário           | 19 tháng 1, 1993 (17 tuổi)  | 14      | Sporting CP          |
| 9  | TĐ | Betinho              | 21 tháng 7, 1993 (16 tuổi)  | 9       | Sporting CP          |
| 10 | TV | Mateus Fonseca       | 10 tháng 5, 1993 (17 tuổi)  | 14      | Sporting CP          |
| 11 | TĐ | Sancidino Silva      | 5 tháng 3, 1994 (16 tuổi)   | 14      | Benfica              |
| 12 | TM | Rafael Veloso        | 3 tháng 11, 1993 (16 tuổi)  | 2       | Sporting CP          |
| 13 | HV | Daniel Martins       | 20 tháng 7, 1993 (16 tuổi)  | 12      | Benfica              |
| 14 | HV | André Teixeira       | 14 tháng 8, 1993 (16 tuổi)  | 7       | Porto                |
| 15 | TV | Agostinho Cá         | 24 tháng 7, 1993 (16 tuổi)  | 0       | Sporting CP          |
| 16 | TĐ | Ivan Cavaleiro       | 18 tháng 10, 1993 (16 tuổi) | 6       | Belenenses           |
| 17 | TĐ | Bruma                | 24 tháng 10, 1994 (15 tuổi) | 11      | Sporting CP          |
| 18 | TV | João Carlos Teixeira | 18 tháng 1, 1993 (17 tuổi)  | 13      | Sporting CP          |

### Tây Ban Nha
Huấn luyện viên: Ginés Meléndez
| Số | Vt | Cầu thủ           | Ngày sinh (tuổi)            | Số trận | Câu lạc bộ\|    |
| -- | -- | ----------------- | --------------------------- | ------- | --------------- |
| 1  | TM | Alfonso Herrero   | 21 tháng 4, 1994 (16 tuổi)  | 2       | Real Madrid     |
| 2  | HV | Edu Campabadal    | 26 tháng 1, 1993 (17 tuổi)  | 8       | Barcelona       |
| 3  | HV | Uxío Marcos       | 11 tháng 1, 1993 (17 tuổi)  | 0       | Deportivo       |
| 4  | HV | Jonás Ramalho (c) | 10 tháng 6, 1993 (16 tuổi)  | 8       | Athletic Bilbao |
| 5  | HV | Víctor Álvarez    | 14 tháng 3, 1993 (17 tuổi)  | 3       | Espanyol        |
| 6  | TV | Sergi Darder      | 22 tháng 12, 1993 (16 tuổi) | 3       | Espanyol        |
| 7  | TĐ | Jesé              | 26 tháng 2, 1993 (17 tuổi)  | 2       | Real Madrid     |
| 8  | TV | José Campaña      | 31 tháng 5, 1993 (16 tuổi)  | 7       | Sevilla         |
| 9  | TĐ | Paco Alcácer      | 30 tháng 8, 1993 (16 tuổi)  | 8       | Valencia        |
| 10 | TV | Saúl              | 21 tháng 11, 1994 (15 tuổi) | 0       | Atlético Madrid |
| 11 | TV | Juan Bernat       | 1 tháng 3, 1993 (17 tuổi)   | 8       | Valencia        |
| 12 | HV | Israel Puerto     | 15 tháng 6, 1993 (16 tuổi)  | 1       | Sevilla         |
| 13 | TM | Adrián Ortolá     | 20 tháng 8, 1993 (16 tuổi)  | 3       | Roda            |
| 14 | HV | Cristian Galas    | 15 tháng 2, 1993 (17 tuổi)  | 7       | Villarreal      |
| 15 | TV | Pablo Hervias     | 8 tháng 3, 1993 (17 tuổi)   | 0       | Real Sociedad   |
| 16 | TV | Aitor Castro      | 17 tháng 4, 1993 (17 tuổi)  | 0       | Real Sociedad   |
| 17 | TĐ | Gerard Deulofeu   | 13 tháng 3, 1994 (16 tuổi)  | 6       | Barcelona       |
| 18 | TĐ | Jorge Ortí        | 28 tháng 4, 1993 (17 tuổi)  | 4       | Zaragoza        |

### Thụy Sĩ
Huấn luyện viên: Heinz Moser
| Số | Vt | Cầu thủ               | Ngày sinh (tuổi)            | Số trận | Câu lạc bộ     |
| -- | -- | --------------------- | --------------------------- | ------- | -------------- |
| 1  | TM | Yanick Brecher        | 25 tháng 5, 1993 (16 tuổi)  | 4       | Zürich         |
| 2  | HV | Fabio Schmid          | 28 tháng 6, 1993 (16 tuổi)  | 9       | Zürich         |
| 3  | HV | Mattia Desole         | 10 tháng 5, 1993 (17 tuổi)  | 9       | Internazionale |
| 4  | HV | Aleksandar Žarković   | 23 tháng 2, 1993 (17 tuổi)  | 7       | Basel          |
| 5  | HV | Arlind Ajeti          | 25 tháng 9, 1993 (16 tuổi)  | 5       | Basel          |
| 6  | TV | Alessandro Martinelli | 30 tháng 5, 1993 (16 tuổi)  | 9       | Grasshopper    |
| 7  | TV | Numa Lavanchy         | 25 tháng 8, 1993 (16 tuổi)  | 10      | Lausanne-Sport |
| 8  | TV | Nico Zwimpfer         | 6 tháng 7, 1993 (16 tuổi)   | 12      | Basel          |
| 9  | TĐ | Gaëtan Karlen         | 7 tháng 6, 1993 (16 tuổi)   | 4       | Sion           |
| 10 | TV | Mike Kleiber          | 4 tháng 2, 1993 (17 tuổi)   | 9       | Zürich         |
| 11 | TĐ | Stjepan Vuleta        | 29 tháng 10, 1993 (16 tuổi) | 8       | Basel          |
| 12 | TM | Andreas Hirzel        | 25 tháng 3, 1993 (17 tuổi)  | 7       | Aarau          |
| 13 | TĐ | Endogan Adili         | 3 tháng 8, 1994 (15 tuổi)   | 0       | Grasshopper    |
| 14 | HV | Ivo Zangger           | 2 tháng 2, 1993 (17 tuổi)   | 6       | Young Boys     |
| 15 | TV | Cristian Miani        | 28 tháng 7, 1993 (16 tuổi)  | 5       | Young Boys     |
| 16 | TV | Joël Geissmann        | 3 tháng 3, 1993 (17 tuổi)   | 9       | Aarau          |
| 17 | TV | Samir Naïli           | 17 tháng 4, 1993 (17 tuổi)  | 7       | Young Boys     |
| 18 | TV | Davide Riva           | 4 tháng 9, 1993 (16 tuổi)   | 3       | Empoli         |

## Bảng B

### Cộng hòa Séc
Huấn luyện viên: Štol Jiří
| Số | Vt | Cầu thủ          | Ngày sinh (tuổi)            | Số trận | Câu lạc bộ\|     |
| -- | -- | ---------------- | --------------------------- | ------- | ---------------- |
| 1  | TM | Jiří Adamuška    | 2 tháng 11, 1993 (16 tuổi)  | 9       | Tescoma Zlín     |
| 2  | HV | Tomáš Kalas      | 15 tháng 5, 1993 (17 tuổi)  | 9       | Sigma Olomouc    |
| 3  | TV | Jan Mižič        | 11 tháng 1, 1993 (17 tuổi)  | 11      | Bohemians 1905   |
| 4  | TV | Martin Štancl    | 2 tháng 3, 1993 (17 tuổi)   | 2       | Vysočina Jihlava |
| 5  | HV | Jakub Plšek      | 13 tháng 12, 1993 (16 tuổi) | 0       | Sigma Olomouc    |
| 6  | TV | Jan Toms         | 2 tháng 8, 1993 (16 tuổi)   | 14      | Sparta Prague    |
| 7  | TV | Marek Krátký     | 8 tháng 6, 1993 (16 tuổi)   | 14      | Teplice          |
| 8  | TĐ | Martin Hurka     | 20 tháng 4, 1993 (17 tuổi)  | 14      | Slavia Praha     |
| 9  | TĐ | Dominik Mandula  | 24 tháng 7, 1993 (16 tuổi)  | 8       | Viktoria Plzeň   |
| 10 | TĐ | Adam Kučera      | 25 tháng 2, 1993 (17 tuổi)  | 0       | Sparta Prague    |
| 11 | TV | Tomáš Česlák     | 8 tháng 6, 1993 (16 tuổi)   | 14      | Teplice          |
| 12 | TV | Matěj Hybš       | 3 tháng 1, 1993 (17 tuổi)   | 11      | Sparta Prague    |
| 13 | TV | Martin Krameš    | 17 tháng 8, 1993 (16 tuổi)  | 11      | Příbram          |
| 14 | HV | Filip Twardzik   | 10 tháng 2, 1993 (17 tuổi)  | 11      | Celtic           |
| 15 | TV | Roman Haša       | 15 tháng 2, 1993 (17 tuổi)  | 6       | Slovácko         |
| 16 | TM | Vlastimil Veselý | 6 tháng 5, 1993 (17 tuổi)   | 13      | Brno             |
| 17 | TĐ | Robert Mariotti  | 16 tháng 3, 1993 (17 tuổi)  | 8       | Sparta Prague    |
| 18 | TĐ | Patrik Twardzik  | 10 tháng 2, 1993 (17 tuổi)  | 11      | Celtic           |

### Anh
Huấn luyện viên: John Peacock
| Số | Vt | Cầu thủ            | Ngày sinh (tuổi)            | Số trận | Câu lạc bộ\|         |
| -- | -- | ------------------ | --------------------------- | ------- | -------------------- |
| 1  | TM | Sam Johnstone      | 24 tháng 3, 1993 (17 tuổi)  | 13      | Manchester United    |
| 2  | TV | Bruno Pilatos      | 3 tháng 3, 1993 (17 tuổi)   | 15      | Middlesbrough        |
| 3  | HV | Luke Garbutt       | 21 tháng 5, 1993 (16 tuổi)  | 20      | Everton              |
| 4  | TV | Conor Coady        | 25 tháng 2, 1993 (17 tuổi)  | 13      | Liverpool            |
| 5  | HV | Nathaniel Chalobah | 15 tháng 12, 1994 (15 tuổi) | 13      | Chelsea              |
| 6  | HV | Andre Wisdom       | 9 tháng 5, 1993 (17 tuổi)   | 10      | Liverpool            |
| 7  | TĐ | Will Keane         | 11 tháng 1, 1993 (17 tuổi)  | 11      | Manchester United    |
| 8  | TV | George Thorne      | 4 tháng 1, 1993 (17 tuổi)   | 14      | West Bromwich Albion |
| 9  | TĐ | Benik Afobe        | 12 tháng 2, 1993 (17 tuổi)  | 19      | Arsenal              |
| 10 | TĐ | Saido Berahino     | 4 tháng 8, 1993 (16 tuổi)   | 1       | West Bromwich Albion |
| 11 | TĐ | Robert Hall        | 20 tháng 10, 1993 (16 tuổi) | 11      | West Ham United      |
| 12 | HV | Ben Gibson         | 15 tháng 1, 1993 (17 tuổi)  | 3       | Middlesbrough        |
| 13 | TM | Jack Butland       | 10 tháng 3, 1993 (17 tuổi)  | 6       | Birmingham City      |
| 14 | HV | Tom Thorpe         | 13 tháng 1, 1993 (17 tuổi)  | 4       | Manchester United    |
| 15 | TV | Josh McEachran     | 1 tháng 3, 1993 (17 tuổi)   | 8       | Chelsea              |
| 16 | TV | Ross Barkley       | 5 tháng 12, 1993 (16 tuổi)  | 2       | Everton              |
| 17 | TĐ | Connor Wickham     | 31 tháng 3, 1993 (17 tuổi)  | 9       | Ipswich Town         |
| 18 | TV | Luke Williams      | 11 tháng 6, 1993 (16 tuổi)  | 2       | Middlesbrough        |

### Hy Lạp
Huấn luyện viên: Leonidas Vokolos
| Số | Vt | Cầu thủ                 | Ngày sinh (tuổi)            | Số trận | Câu lạc bộ\|  |
| -- | -- | ----------------------- | --------------------------- | ------- | ------------- |
| 1  | TM | Stefanos Kapino         | 18 tháng 3, 1994 (16 tuổi)  | 6       | Panathinaikos |
| 2  | HV | Vasilios Karagounis     | 18 tháng 1, 1994 (16 tuổi)  | 4       | Atromitos     |
| 3  | HV | Charalambos Lykogiannis | 22 tháng 10, 1993 (16 tuổi) | 6       | Olympiakos    |
| 4  | HV | Konstantinos Rougkalas  | 13 tháng 10, 1993 (16 tuổi) | 7       | Olympiakos    |
| 5  | HV | Mavroudis Bougaidis     | 1 tháng 6, 1993 (16 tuổi)   | 6       | Aris          |
| 6  | HV | Ioannis Polychronakis   | 15 tháng 3, 1993 (17 tuổi)  | 6       | Olympiakos    |
| 7  | TV | Giannis Gianniotas      | 29 tháng 4, 1993 (17 tuổi)  | 2       | Aris          |
| 8  | TV | Spyros Fourlanos        | 19 tháng 11, 1993 (16 tuổi) | 6       | Panathinaikos |
| 9  | TĐ | Dimitrios Diamantakos   | 5 tháng 3, 1993 (17 tuổi)   | 9       | Olympiakos    |
| 10 | TV | Christos Arianoutsos    | 29 tháng 5, 1993 (16 tuổi)  | 5       | Olympiakos    |
| 11 | TV | Nikos Kousidis          | 3 tháng 1, 1993 (17 tuổi)   | 5       | Panathinaikos |
| 12 | TM | Serafeim Giannikoglou   | 25 tháng 3, 1993 (17 tuổi)  | 0       | Skoda Xanthi  |
| 14 | HV | Nikos Marinakis         | 12 tháng 9, 1993 (16 tuổi)  | 2       | Panathinaikos |
| 15 | TĐ | Christos Provatidis     | 19 tháng 2, 1993 (17 tuổi)  | 5       | PAOK          |
| 16 | TĐ | Fotis Kaimakamoudis     | 2 tháng 1, 1993 (17 tuổi)   | 3       | AEK Athens    |
| 17 | TV | Charalampos Mavrias     | 21 tháng 2, 1994 (16 tuổi)  | 5       | Panathinaikos |
| 18 | TV | Giorgos Katidis         | 12 tháng 2, 1993 (17 tuổi)  | 5       | Aris          |
| 19 | TV | Kostas Stafylidis       | 2 tháng 12, 1993 (16 tuổi)  | 3       | PAOK          |

### Thổ Nhĩ Kỳ
Huấn luyện viên: Abdullah Ercan
| Số | Vt | Cầu thủ        | Ngày sinh (tuổi)           | Số trận | Câu lạc bộ\|             |
| -- | -- | -------------- | -------------------------- | ------- | ------------------------ |
| 1  | TM | Muhammed Uysal | 1 tháng 1, 1994 (16 tuổi)  | 6       | Galatasaray              |
| 2  | HV | Erhan Kartal   | 1 tháng 3, 1993 (17 tuổi)  | 6       | Denizlispor              |
| 3  | HV | Onur Yavuz     | 14 tháng 5, 1993 (17 tuổi) | 3       | Gençlerbirliği           |
| 4  | HV | Metin Aydın    | 6 tháng 3, 1993 (17 tuổi)  | 3       | Ankaragücü               |
| 5  | HV | Oğuzhan Azğar  | 14 tháng 7, 1993 (16 tuổi) | 6       | Samsunspor               |
| 6  | TV | Servan Taştan  | 20 tháng 5, 1993 (16 tuổi) | 3       | Metz                     |
| 7  | TV | Taşkın Çalış   | 25 tháng 7, 1993 (16 tuổi) | ?       | Borussia Mönchengladbach |
| 8  | TV | İlker Sayan    | 4 tháng 5, 1993 (17 tuổi)  | 6       | Dardanel Spor            |
| 9  | TĐ | Artun Akçakın  | 6 tháng 5, 1993 (17 tuổi)  | 6       | Gençlerbirliği           |
| 10 | TV | Çağrı Tekin    | 16 tháng 6, 1993 (16 tuổi) | 4       | Gençlerbirliği           |
| 11 | TĐ | Okan Derici    | 16 tháng 4, 1993 (17 tuổi) | 3       | Eintracht Frankfurt      |
| 12 | TM | Aykut Özer     | 1 tháng 1, 1993 (17 tuổi)  | 0       | Eintracht Frankfurt      |
| 13 | TV | Rıdvan Armut   | 29 tháng 9, 1993 (16 tuổi) | 2       | Rot-Weiss Essen          |
| 14 | TV | Okay Yokuşlu   | 9 tháng 3, 1994 (16 tuổi)  | 5       | Altay                    |
| 15 | TV | Bilal Gülden   | 1 tháng 5, 1993 (17 tuổi)  | 5       | Ankaraspor               |
| 16 | TĐ | Beykan Şimşek  | 1 tháng 1, 1995 (15 tuổi)  | 0       | Fenerbahçe               |
| 17 | TV | Recep Niyaz    | 1 tháng 1, 1995 (15 tuổi)  | 0       | Denizlispor              |
| 18 | HV | Kani Özdil     | 20 tháng 1, 1993 (17 tuổi) | 0       | VfL Wolfsburg            |